# Philander opossum
Philander opossum — вид сумчастих ссавців із родини опосумових (Didelphidae). 

## Назва
Оригінальна назва при описі: Didelphis opossum

## Морфологічна характеристика
Довжина тіла від 200 до 331 мм; довжина хвоста від 195 до 355 мм. Вага від 200 до 674 грамів. Самиці трохи менші. Тіло струнке. Голова велика. Мордочка досить довга і звужується. Забарвлення їх короткого, прямого, м'якого волосся на спині сіре, а на черевній частині — від білого до жовтого. Шерсть спини може дещо відрізнятися залежно від місця розташування, наприклад, особини в Мексиці, як правило, мають блідо-сіре хутро, у Центральній Америці — темно-сіре, а в Колумбії — від темно-коричневого до чорного. Чіпкий хвіст має сірувате хутро, що покриває перші 50–60 мм від основи, кінчик хвоста голий і блідий. Навколо очей темна маска, на відміну від білого забарвлення щік і підборіддя. Великі безшерсті вуха чорні по краях. Задні кінцівки довші й мускулистіші, ніж передні. 

## Спосіб життя
Цей вид нічний і наземний, з хорошими здібностями до плавання й лазіння. Цей вид дуже всеїдний, харчується різним рослинним і тваринним матеріалом, включаючи хребетних і безхребетних, а також цілим різноманіттям фруктів. Хоча вид переважно нічний, деякі популяції, наприклад, у Суринамі, також демонструють денну активність. Ці тварини зазвичай будують гнізда з висушеного листя на нижніх гілках дерев, однак гнізда також можна знайти на землі, в норах, у повалених колодах і в покинутих будинках. Гнізда мають кулясту форму приблизно 30 см у діаметрі. Це швидкі й спритні тварини.

## Поширення
Проживає в Центральній і Південній Америці — Аргентина, Беліз, Болівія, Бразилія, Колумбія, Коста-Рика, Еквадор, Сальвадор, Французька Гвіана, Гватемала, Гаяна, Гондурас, Мексика, Нікарагуа, Панама, Парагвай, Перу, Суринам, Венесуела.
Населяє різноманітні середовища проживання, які включають вологі ліси, первинні та вторинні ліси, галерейні ліси та береги водотоків; від 0 до 1600 метрів.

## Загрози й охорона
Про серйозні загрози не відомо. Цей вид зустрічається в ряді заповідних територій.